# 成岩駅
成岩駅（ならわえき）は、愛知県半田市栄町にある名鉄河和線の駅。駅番号はKC13。線内の急行停車駅では上ゲ駅と同じく特急が特別停車しない駅である。

## 歴史
- 1931年（昭和6年）4月1日 - 知多鉄道の駅として開業。当時は終着駅。
- 1932年（昭和7年）7月1日 - 途中駅となる。
- 1943年（昭和18年）2月1日 - 知多鉄道が名古屋鉄道に合併。
- 1944年（昭和19年） - 休止[2]。
- 1946年（昭和21年）9月15日 - 営業再開[2]。
- 2007年（平成19年）
  - 2月27日 - 駅集中管理システム導入。無人化[3]。　
  - 3月14日 - トランパス導入。
- 2008年（平成20年）6月30日 - 乗車券確認システム導入。
- 2011年（平成23年）2月11日 - ICカード乗車券「manaca」供用開始。
- 2012年（平成24年）2月29日 - トランパス供用終了。

## 駅構造
6両編成対応の相対式2面2線ホームを有する地上駅。駅集中管理システム対応の無人駅で、上下線ホームの河和寄りに出入口が各1ヶ所存在する。manacaの利用に関しては、対応型の自動改札機があり、改札内には精算機も置かれているが、改札外の券売機では使用できない。
過去には当駅のホーム有効長を越える8両編成の列車があり、当駅への停車時にはドアカットを行っていたが、2024年現在はそのような列車はない。
トイレは河和・内海方面のみに設置されている。
| 番線 | 路線      | 方向 | 行先                         |
| ---- | --------- | ---- | ---------------------------- |
| 1    | KC 河和線 | 下り | 河和・内海方面               |
| 2    | KC 河和線 | 上り | 太田川・金山・名鉄名古屋方面 |

のりば番号は、2007年（平成19年）3月14日に、トランパス導入と共に割り当てられた。

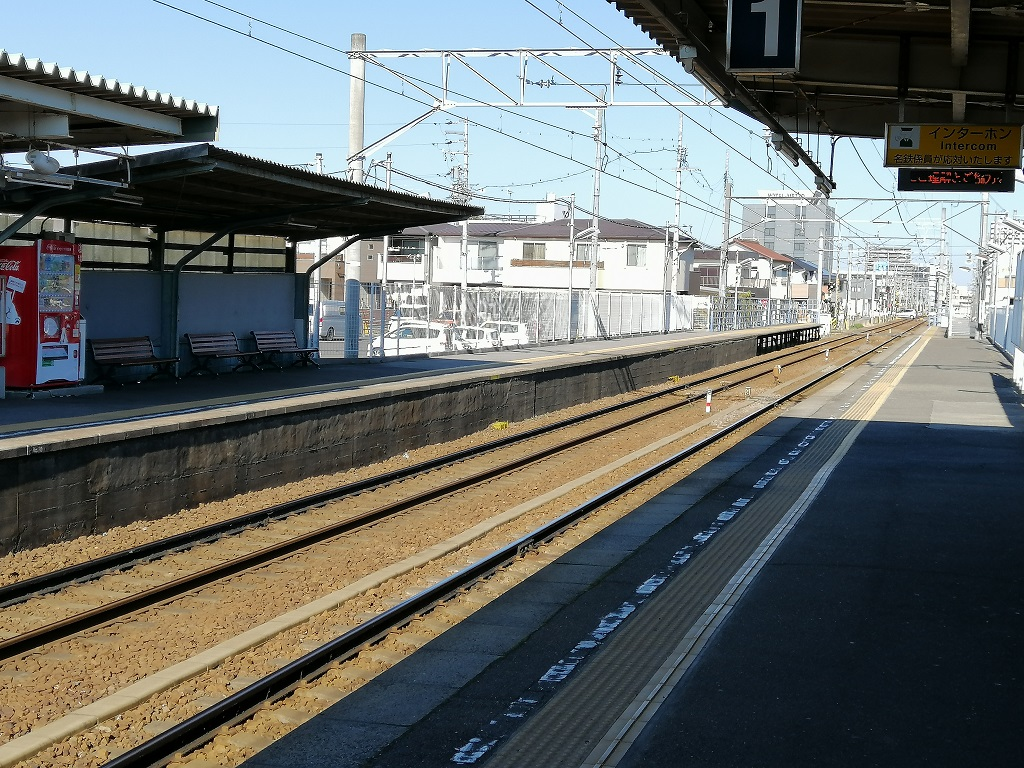
ホーム
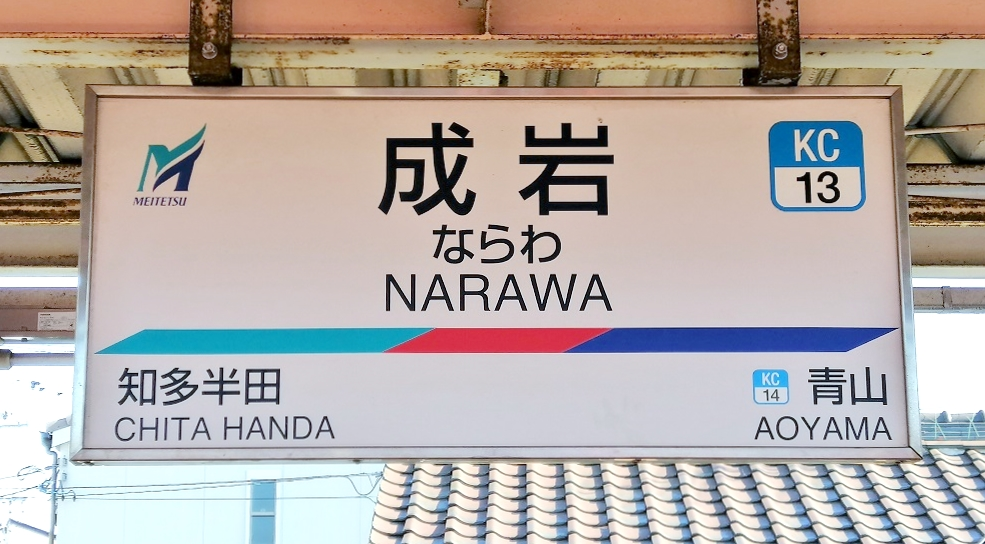
駅名標

### 配線図
| ← 太田川・ 名古屋方面 | 成岩駅 構内配線略図 | → 河和・ 内海方面 |
| 凡例 出典:            |                     |                   |

## 利用状況
- 「移動等円滑化取組報告書」によれば、2020年度の1日平均乗降人員は1,788人である[6]。
- 『名鉄120年：近20年のあゆみ』によると2013年度当時の1日平均乗降人員は2,277人であり、この値は名鉄全駅（275駅）中171位、河和線・知多新線（24駅）中13位であった[7]。
- 『名古屋鉄道百年史』によると1992年度当時の1日平均乗降人員は2,822人であり、この値は岐阜市内線均一運賃区間内各駅（岐阜市内線・田神線・美濃町線徹明町駅 - 琴塚駅間）を除く名鉄全駅（342駅）中149位、河和線・知多新線（26駅）中12位であった[8]。
- 『愛知県統計年鑑』によると1日平均の乗車人員は2007年度1,261人、2008年度1,254人である。
- 「知多半島の統計」によると、当駅の各年度の1日平均乗車人員は以下の通りである[9]。

| 年度               | 1日平均 乗車人員 |
| ------------------ | ---------------- |
| 2010年（平成22年） | 1,174            |
| 2011年（平成23年） | 1,131            |
| 2012年（平成24年） | 1,127            |
| 2013年（平成25年） | 1,139            |
| 2014年（平成26年） | 1,107            |
| 2015年（平成27年） | 1,083            |
| 2016年（平成28年） | 1,056            |
| 2017年（平成29年） | 1,044            |
| 2018年（平成30年） | 1,105            |
| 2019年（令和元年） | 1,080            |

## 駅周辺

### 主な施設
- 半田市立成岩中学校
- 半田市立成岩小学校
- 半田成岩郵便局
- 半田市立図書館
- 半田市立博物館
- 半田市体育館
- 半田空の科学館

### バス路線
- 「成岩駅西」停留所 - 駅西側約170m、国道247号「昭和町3丁目」交差点を越えた先に位置する。
  - 半田市公共交通バス「ごんくる」青山・成岩線
    - 半田図書館・博物館・青山駅経由 - 市営君ヶ橋住宅 行き

  - 半田市公共交通バス 知多半島総合医療センター線
    - 半田図書館・博物館経由 - 知多半島総合医療センター 行き
- 「イシハラ成岩店」停留所 - 駅東側約80mの場所に位置する。
  - 半田市公共交通バス「ならワゴン」成岩東部線
    - 成岩公民館・知多半田駅経由 - 半田駅 行き
- 「成岩栄町」バス停留所 - 駅東側約250mの場所に位置する。
  - 知多乗合（知多バス）半田・常滑線
    - 知多半田駅 / 日本福祉大学（半田キャンパス）行き
    - 青山駅・板山経由 - 名鉄常滑線 常滑駅 / 中部国際空港行き

## 隣の駅
名古屋鉄道
KC 河和線
■特急
通過
□快速急行・■急行・■準急・■普通
知多半田駅 (KC12) - 成岩駅 (KC13) - 青山駅 (KC14)